# Liste von Werken zu Rainer Maria Rilke

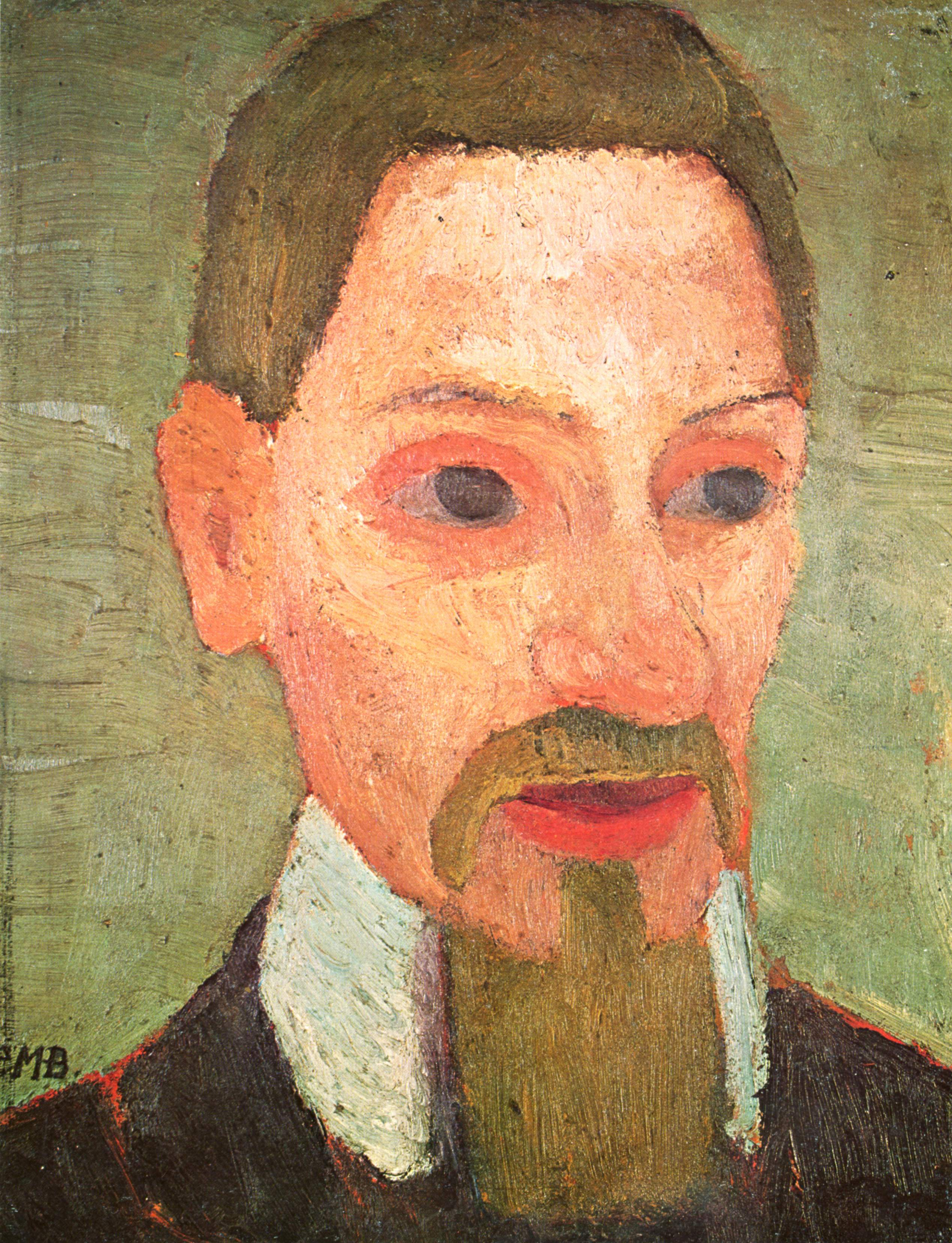
Rainer Maria Rilke von Paula Modersohn-Becker, 1906

Diese Liste enthält Kompositionen, Filme und weitere Werke zu Leben und Schaffen des Dichters Rainer Maria Rilke.

## Musik
Es gibt zahlreiche Vertonungen von Texten Rilkes, darunter über 500 Lieder in deutscher Sprache.

### Kompositionen
- Alma Mahler: Bei dir ist es traut. 1900–1901, aus Fünf Lieder, no. 4.
- Alban Berg: Liebe. 1904, Traumgekrönt, aus Sieben frühe Lieder 1907/1928
- Anton Webern: Zwei Lieder nach Gedichten von Rainer Maria Rilke, op. 8, 1910, 1. Du, der ich’s nicht sage. 2. Du machst mich allein.
- Arnold Schönberg: Alle, welche dich suchen, Mach mich zum Wächter deiner Weiten und Vorgefühl. op. 22, No. 2, 3 und 4, 1914.
- Paul von Klenau: Die Weise von Liebe und Tod des Cornets Christoph Rilke. Für Bariton, gemischten Chor und Orchester, 1915.
- Hanns Eisler: Wenn es nur einmal so ganz still wäre. (Stundenbuch). Für Alt, Violine, Viola, Violoncello. Wiesbaden 1918.
- Franz Schreker: Und wie mag die Liebe. 1919.
- Ferruccio Busoni: Vom mönchischen Leben. Gesänge aus Rainer Maria Rilke’s Stundenbuch für Bariton Solo, gemischten Chor, Orchester und Orgel. op. 44, 1919.
- Clemens Krauss: Acht Gesänge nach Gedichten von Rainer Maria Rilke für eine hohe Frauenstimme und Pianoforte. 1920.
- Julius Weismann: So bin ich nur als Kind erwacht. op. 82,1, 1921.
- Kurt Weill: Stundenbuch, Liederzyklus für Bariton und Orchester op. 13. 1923.
- Willy Burkhard: Rilke Liederzyklus I und II. op. 20, 1–2 Jeweils fünf Gesänge für Bass und Sopran. 1927.
- Ernst Toch: Der Abend. op. 41,1, 1928.
- Paul Hindemith: Six Chansons. 6 Gedichte für Chor a cappella nach französischen Gedichten von R. M. Rilke. 1939.
- Darius Milhaud: Quatrains valaisans. op. 206. 4 Gedichte für Chor a cappella nach französischen Gedichten von Rilke. 1939.
- Viktor Ullmann: Drei Sonette aus dem Portugiesischen. op. 29. Liederzyklus für Singstimme und Klavier. 1940.
- Zoltán Gárdonyi: Fünf Lieder für Sopran und Klavier nach Gedichten von R. M. Rilke. 1941/1942, revidiert 1978, Edition Walhall Magdeburg.
- Frank Martin: Die Weise von Liebe und Tod des Cornets Christoph Rilke. Für Alt und Kammerorchester, 1942.
- Karl Marx: Das ist die Sehnsucht. op. 45,1, 1943.
- Viktor Ullmann: Die Weise von Liebe und Tod des Cornets Christoph Rilke. Für Sprecher und Orchester oder Klavier, 1944.
- Josef Schelb: Drei Lieder nach Gedichten von Rainer Maria Rilke. Für hohe Stimme und Klavier, 1946.
- Paul Hindemith: Das Marienleben. Liederzyklus für Singstimme und Klavier. 1922, revidiert 1948.
- Gerhard Frommel: 3 Lieder. nach Texten von Rainer Maria Rilke, Stefan George, Otto Frommel. Für tiefe Stimme und Klavier. Manuskript, 1953.
- Einojuhani Rautavaara: Die Liebenden. Liederzyklus für hohe Stimme und Streichorchester. [Liebes-Lied (Neue Gedichte), Der Schauende, (Buch der Bilder), Die Liebende, Der Tod der Geliebten (Neue Gedichte)]. 1958/1959.
- Leonard Bernstein: Two Love Songs (When my soul toches you …, Extinquish my eyes …). Boosey & Hawkes, New York, 1949. [Lösch mir die Augen aus (Stundenbuch)]
- Petr Eben: Sechs Lieder nach Rainer Maria Rilke. Liederzyklus für Singstimme und Klavier, 1961.
- Dmitri Schostakowitsch: 14. Sinfonie, op. 135, 1969. [Enthält Der Tod des Dichters, Schluß-Stück]
- Siegfried Matthus: Die Weise von Liebe und Tod des Cornets Christoph Rilke, Oper, 1983/1984
- Michael Denhoff: O Orpheus singt – fünf lyrische Stücke für Oktett. op. 15, 1977, nach Motiven aus den Sonetten an Orpheus.[2]
- Cláudio Santoro, Aus den Sonetten an Orpheus, Kantate für Tenor, Chor und Orchester, 1979.[3]
- Bertold Hummel: Herbsttag für Singstimme und Klavier. 1980.[4]
- Morten Lauridsen: Les Chansons des Roses. Für gemischten Chor, 1993.
- Einojuhani Rautavaara: Die erste Elegie. Für gemischten Chor, 1993.
- Matthias Bonitz: „Gesang der Frauen an den Dichter“ für Sopran und Streichquartett 1996 erschienen bei Universal Edition[5]
- Klaus Miehling: Fünf Lieder nach Rainer Maria Rilke. Für mittlere Stimme und Klavier, op. 67, 1996.
- Harrison Birtwistle: 26 Orpheus Elegies. Für Oboe, Harfe und Countertenor. 2003–2004.
- Helmut Schmidinger: „Was uns anrührt, dich und mich.“ Sieben Verhältnisse für Violine und Klavier nach Versen von Rainer Maria Rilke. Wien 2004.
- Krzysztof Penderecki: Lieder der Vergänglichkeit. Für Soli, gemischter Chor und Orchester. Nach Gedichten von Johann Wolfgang von Goethe, Achim von Arnim, Joseph von Eichendorff, Karl Kraus, Rainer Maria Rilke [Ende des Herbstes (Buch der Bilder), Herbsttag (Buch der Bilder)] und Hermann Hesse. Schott, Mainz/London u. a. 2005.

- Gérard Zinsstag: Rilke-Lieder für Mezzosopran, Flöte, Klarinette, Klavier, Violine, Viola und Violoncello (2015).
- Martin Christoph Redel: „Rilke-Gesänge“ für Frauenstimme und Klavier op.99 . 2020. Mezzosopran oder Sopran. Boosey & Hawkes / Bote & Bock, Berlin 2021.
- Michael Starke: „aus unaufhaltsamem Raum“ für Chor a-cappella nach drei Gedichten von Rainer Maria Rilke (2008). Vertonung von „und wie mag die Liebe dir kommen sein“, „dich aufdenkend“ und „immer wieder, und ob wir der Liebe Landschaft auch kennen“

### Aufnahmen mit moderner Musik
- Anne Clark, Just After Sunset, 1998, Album mit Texten von Rilke
- Udo Lindenberg Der Panther, 2000.[6]
- Rilke Projekt, seit 2001, bisher vier CD, interpretieren Schauspieler und Musiker Texte von Rilke.
- François Cotinaud: Verwandlung. Spiegele Malerei. L’Orphée de Rilke. Ensemble Luxus. Nach Sonette an Orpheus. Mit Pascale Labbé (Stimme), François Cotinaud (Klarinette, Saxophon), und Jérôme Lefebvre (Gitarre). Label Musivi (Musea), 2015.

## Filme
Es gibt nur wenige Filme über sein Werk und Leben, meist als Kurzfilme oder Lesungen
Spielfilme
- Der Cornet. Die Weise von Liebe und Tod, BR Deutschland 1955

Gelesene Texte
- Symphonie de printemps, Frankreich 1963, TV-Film, ORTF
- Gammelion, 1968, nach  „Die Aufzeichnungen des Malte Laurids Brigge“
- Die Weise von Liebe und Tod des Cornets Christoph Rilke, BR Deutschland, 1975, in einer Fernsehserie „Literaricum“
- Flugessen, BR Deutschland, 1978, zitiert wird unter anderem aus Das Stunden-Buch und den Duineser Elegien
- Ana, Portugal 1982, mit Gedichten in einem Spielfilm, der auf mehreren Festivals aufgeführt wurde
- Herzlichst, Heinz Rühmann, 1990, 1991, zwei Lesungen von Gedichten
- Poem - Ich setzte den Fuß in die Luft und sie trug, Deutschland 2003, „Siehe ich wusste es sind...“, neben gelesenen  Gedichten von anderen bekannten Autoren
- Lettres à un jeune poète, Frankreich 2010, nach „Briefe an einen jungen Dichter“

Über sein Leben
- Rainer Maria Rilke, BR Deutschland 1975, Kurz-Dokumentarfilm
- Rilke – Zwetajewa – Brodsky. Annäherungen von Hans Zischler, BR Deutschland 1989, erstmals 1996 aufgeführt

## Hörspiele und Lesungen

### Hörspiele
Es gab nur wenige Hörspiele zu seinen Werken.
- Im Frühfrost, Rundfunk der DDR, 30. Januar 1977
- Von der Melodie der Dinge, Hessischer Rundfunk, 30. Juni 1993
- Die Aufzeichnungen des Malte Laurids Brigge, Südwestrundfunk, 7. Juni 2015

### Lesungen
Will Quadflieg
- Texte von Rainer Maria Rilke, 1952
- Weise von Lieben und Tod des Cornet Christoph Rilke, 1974, und Texte von Hölderlin

Gert Westphal
- Rainer Maria Rilke/Georg Trakl, 1967, LP
- Duineser Elegien, 1998
- Stille der Bilder. Autorenporträt, 2000, Gedichte und Briefe
- Die Aufzeichnungen des Malte Laurids Brigge, Schweizer Radio und Fernsehen (SRF), 2014, 9 Folgen

Katharina Thalbach
- Diktat – Fünf Duineser Elegien, Sender Freies Berlin, 28. August 1986

## Porträts und Skulpturen
Porträts

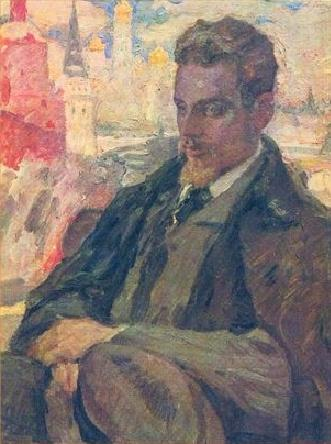
Leonid Pasternak, Rilke in Moskau, 1928, nach Zeichnung von 1900

Von Rainer Maria Rilke gab es einige Porträts zu seinen Lebzeiten.
- Emil Orlik, 1896, Karikatur[9]
- Boris Pasternak, 1900, Zeichnung, danach 1928 Gemälde
- Oskar Zwintscher, Bildnis Rainer Maria Rilke, um 1902, (von Rilke später abgelehnt)
- Paula Modersohn-Becker, 1906, Ölgemälde auf Papier
- Lou Albert-Lasard, 1916
- Emil Orlik, um 1916/17, Zeichnung
- Alfréd Justitz, 1926
- Leonid Pasternak, Rilke in Moskau, 1928, Ölgemälde nach Zeichnung von 1900

Skulpturen
Es gab eine Büste von ihm zu Lebzeiten, sowie einige wenige Skulpturen danach
- Fritz Huf, 1915, Bronzebüste, jetzt eine Kopie in Winterthur[10] (wurde später von Rilke als einziges Porträt akzeptiert!)[11]
- Clara Rilke-Westhoff, 1937, Bronzebüste, 1938 auf der Deutschen Kunstausstellung, eine Kopie ist jetzt im Deutschen Historischen Museum in Berlin
- Nicomedes Díaz Piquero, 1966, Statue in Ronda

Briefmarken
Es gibt nur wenige Briefmarken zu Rilke
- Republik Österreich, 1976, 3 Schilling, zum 100. Geburtstag
- Schweiz, 1979, 90 Rappen, Reihe Berühmte Wahlschweizer
- Deutschland, 2000, 110 Pfennig, zum 125. Geburtstag,  gestaltet von Elisabeth von Janota-Bzowski (Jahrgang)